# Лодките
„Лодките“ (на норвежки: Elias og Storegaps Hemmelighet) е норвежка компютърна анимация от 2017 г. на режисьора Симен Алсвик и Уилям Джон Ашръст, по сценарий на Карстен Фулу и Алсвик. Той е базиран на сериала „Приключенията на Илайъс“.
По време на една жестока буря спастелната лодка Елиъс получава сигнал за тревога от съседното пристанище с молба да окаже помощ на плавателен съд в беда.
Елиъс зарязва всичките си приятели у дома и успява да стигне навреме в Голямо Пристанище, но спасителната операция се оказва доста по-сложна от първоначално плануваната и той се оказва разделен с най-добите си приятели за дълго време.
Един ден Елиъс открива, че местни гангстери добиват незаконно рядък вид ценен метал, излъчващ електромагнитни вълни с които влияят на климата и променят времето.
Съвсем скоро Елиъс осъзнава, че може да разчита единствено на старите си приятели и с помощта на Стела и останалите от бандата разнищват докрай незаконната афера…

## В България
В България филмът е пуснат по кината на 31 май 2019 г. от Про Филмс.
Излъчва се по БНТ 1, Виваком Арена и SuperToons.

### Нахсинхронен дублаж
| Роля                | Изпълнител |
| ------------------- | --- |
| Елиъс               | Лорина Камбурова |
| Стела               | Августина-Калина Петкова |
| Кралицата на морето | Даниела Горанова |
| Дипи                | Даниела Горанова |
| Бренда              | Михаела Тюлева |
| Джералд             | Петър Върбанов |
| Други гласове       | Николина Петрова Цветослава Симеонова Стефан Сърчаджиев-Съра Петър Калчев Виктор Иванов Марио Иванов Константин Лунгов Сотир Мелев |

| Обработка           | студио „Про Филмс“ |
| ------------------- | ------------------ |
| Преводач            | Ивана Петрова      |
| Режисьор на дублажа | Анна Тодорова      |